# غوين هينيسي
غوين هينيسي (بالإنجليزية: Gwen Hennessey)‏ هي ناشطة حقوق الإنسان أمريكية، ولدت في 29 سبتمبر 1932.